# Cover Me
«Cover Me» (en español, Cúbreme) es el quincuagésimo quinto disco sencillo del grupo inglés de música electrónica, Depeche Mode, el tercero desprendido de su décimo cuarto álbum, Spirit, publicado el 6 de octubre de 2017.
«Cover Me» es un tema escrito por Dave Gahan, Christian Eigner, quien participa con el grupo como baterista en conciertos desde 1997 y ya antes había coescrito temas con el cantante para la banda; y por Peter Gordeno, quien igualmente participa como tecladista en conciertos desde 1998 y, de tal modo, colaboró por primera vez componiendo temas en el grupo, de los que este se convirtió en sencillo.

## Descripción
Es un tema basado en una forma de función electro tradicional, más recargada hacia el lado sintético de la banda, en dos movimientos, el primero que contiene las estrofas, puente y el coro y una segunda en que solo decanta un sonido electrónico in crescendo, lo cual lo volvió un experimento interesante del vocalista, quien, según se sabe, escribe las letras y sus colaboradores le ayudan a musicalizar.
De acuerdo con la interpretación visual de Anton Corbijn, es también un tema con una calidad cósmica, lo cual evidenció una cierta influencia de David Bowie, quien mostró las más conocidas tendencias espaciales en la música inglesa. De tal modo, es tanto un canto como un viaje sideral.

## Formatos

### Digital
| Columbia/Mute Cover Me [Remixes] |                                                  |          |  |
| N.º                              | Título                                           | Duración |  |
| 1.                               | «Cover Me» (Radio Edit)                          | 4:01     |  |
| 2.                               | «Cover Me» (Warpaint Steez Remix)                | 6:23     |  |
| 3.                               | «Cover Me» (Josh T. Pearson Choose Hellth Remix) | 4:48     |  |
| 4.                               | «Cover Me» (Ellen Allien U.F.O. RMX)             | 9:37     |  |
| 5.                               | «Cover Me» (Nicole Moudaber Remix)               | 11:17    |  |
| 6.                               | «Cover Me» (Ben Pearce Remix)                    | 5:59     |  |
| 7.                               | «Cover Me» (Texas Gentlemen Remix)               | 5:22     |  |
| 8.                               | «Cover Me» (Erol Alkan White Light Rework)       | 7:21     |  |
| 9.                               | «Cover Me» (I Hate Models Cold Lights Remix)     | 9:55     |  |
| 10.                              | «Cover Me» (Dixon Remix)                         | 7:26     |  |
| 11.                              | «So Much Love» (Kalli Remix)                     | 6:28     |  |

| Columbia/Mute Cover Me [Remixes] |                                              |          |  |
| N.º                              | Título                                       | Duración |  |
| 1.                               | «Cover Me» (Ellen Allien U.F.O. RMX)         | 9:37     |  |
| 2.                               | «Cover Me» (Erol Alkan White Light Rework)   | 7:21     |  |
| 3.                               | «Cover Me» (Warpaint Steez Remix)            | 6:32     |  |
| 4.                               | «Cover Me» (Fitness N Hellth Remix)          | 5:02     |  |
| 5.                               | «Cover Me» (Nicole Moudaber Remix)           | 11:17    |  |
| 6.                               | «Cover Me» (I Hate Models Cold Lights Remix) | 9:55     |  |
| 7.                               | «Cover Me» (Erol Alkan Black Out Rework)     | 8:13     |  |
| 8.                               | «Cover Me» (Ben Pearce Remix)                | 5:59     |  |
| 9.                               | «Cover Me» (Dixon Remix)                     | 7:26     |  |
| 10.                              | «So Much Love» (Kalli Remix)                 | 6:28     |  |

### En CD
| CD Columbia/Mute Cover Me [Remixes] |                                                  |          |  |
| N.º                                 | Título                                           | Duración |  |
| 1.                                  | «Cover Me» (Radio Edit)                          | 4:01     |  |
| 2.                                  | «Cover Me» (Warpaint Steez Remix)                | 6:23     |  |
| 3.                                  | «Cover Me» (Erol Alkan Black Out Rework)         | 8:12     |  |
| 4.                                  | «Cover Me» (Texas Gentlemen Remix)               | 5:22     |  |
| 5.                                  | «Cover Me» (Ellen Allien U.F.O. RMX)             | 9:37     |  |
| 6.                                  | «Cover Me» (Ben Pearce Remix)                    | 5:59     |  |
| 7.                                  | «Cover Me» (Josh T. Pearson Choose Hellth Remix) | 4:48     |  |
| 8.                                  | «So Much Love» (Kalli Remix)                     | 6:28     |  |

### En disco de vinilo
12 pulgadas Columbia/Mute  Cover Me [Remixes]
Disco 1
| Lado A |                                              |          |  |
| N.º    | Título                                       | Duración |  |
| 1.     | «Cover Me» (Ellen Allien U.F.O. RMX)         | 9:36     |  |
| 2.     | «Cover Me» (I Hate Models Cold Lights Remix) | 9:55     |  |

| Lado B |                                    |          |  |
| N.º    | Título                             | Duración |  |
| 1.     | «Cover Me» (Nicole Moudaber Remix) | 11:15    |  |
| 2.     | «So Much Love» (Kalli Remix)       | 6:28     |  |

Disco 2
| Lado C |                                            |          |  |
| N.º    | Título                                     | Duración |  |
| 1.     | «Cover Me» (Erol Alkan White Light Rework) | 7:22     |  |
| 2.     | «Cover Me» (Texas Gentlemen Remix)         | 5:20     |  |

| Lado D |                                                  |          |  |
| N.º    | Título                                           | Duración |  |
| 1.     | «Cover Me» (Warpaint Steez Remix)                | 6:22     |  |
| 2.     | «Cover Me» (Josh T. Pearson Choose Hellth Remix) | 4:48     |  |

## Vídeo promocional
El vídeo de "Cover Me" fue dirigido por Anton Corbijn y en este caso específico sí es el que se ha ha estado usando en los conciertos como proyección misma del tema, es decir, es tanto proyección como vídeo. El vídeo, como muchos otros tantos del artista para la banda, está completamente en blanco y negro, y hace el cambio de movimiento de la canción, de la parte rítmica cantada a la parte electrónica instrumental.
El corto es protagonizado únicamente por el propio vocalista Dave Gahan y, en él, se hace una alegoría acerca de un viaje al espacio, lo cual recuerda la imaginería visual de películas de ciencia ficción dura como Gravedad.

## En directo
El tema apareció en todas las fechas de la gira Global Spirit Tour, en todas como noveno tema en ser interpretado. La ejecución se realizó como aparece en el álbum, en forma de función electroacústica.